# ستيف هايز (لاعب كرة قدم)
ستيف هايز (بالإنجليزية: Steve Hayes)‏ (1 فبراير 1985 بكانبرا في أستراليا - ) هو لاعب كرة قدم أسترالي في مركز الوسط. لعب مع نادي سيدني يونايتد 58 ووولونغونغ وهونغ كونغ رينجرز وUnited Sikkim FC ‏.

## وصلات خارجية
- ستيف هايز على موقع قاعدة بيانات كرة القدم.إي يو (الإنجليزية)
- ستيف هايز على موقع Soccerway.com (الإنجليزية)